# Кристал Фэйри и волшебный кактус и 2012
«Кристал Фэйри и волшебный кактус и 2012» (англ. Crystal Fairy & the Magical Cactus and 2012) — фильм режиссёра Себастьяна Сильвы с элементами жанров мелодрамы, комедии и приключений. Главные роли исполняют Майкл Сера и Гэби Хоффманн.
Съёмки проходили в Чили. Премьера в США состоялась 17 января 2013 года на фестивале «Сандэнс».

## Сюжет
Джейми — молодой американский парень, путешествующий по Чили. Слегка причудливый, он время от времени балуется наркотиками и мечтает попробовать мескалин, который здесь добывают из особого кактуса Сан-Педро. На одной из вечеринок Джейми знакомится со странной девушкой-хиппи по прозвищу Хрустальная Фея.
Будучи в приподнятом настроении, он посвящает её в свои планы. Волею судьбы они вместе с несколькими новыми друзьям из местных отправляются в путешествие. Им предстоит добыть кактус, ответить на многие загадки мироздания и узнать, кто же такая Хрустальная Фея на самом деле.

## В ролях
| Актёр              | Роль          |
| ------------------ | ------------- |
| Майкл Сера         | Джейми        |
| Гэби Хоффманн      | Кристал Фэйри |
| Себастьян Сильва   | Лобо          |
| Аугусто Силва      | Пило          |
| Хуан Андрес Сильва | Чампа         |
| Хосе Мигель Сильва | Лель          |

## История создания
Режиссёр Себастьян Сильва был вдохновлён практически аналогичной поездкой и знакомством с женщиной, называвшей себя Хрустальной Феей, случившимися с ним в реальной жизни.
Большинство диалогов было импровизацией актеров. Майкл Сера для подготовки к роли на протяжении некоторого времени жил в Чили в семье режиссёра. Гэби Хоффманн для более полного погружения в роль изучала литературу, касающуюся конца света в 2012 году.